# Una extraña mujer
Pour plus de détails, voir Fiche technique et Distribution.
Una extraña mujer est un film mexicain réalisé par Miguel M. Delgado, sorti en 1947.

## Fiche technique
- Titre : Una extraña mujer
- Réalisation :	Miguel M. Delgado
- Assistant-réalisateur : Zacarías Gómez Urquiza
- Scénario :  Janet Alcoriza, Luis Alcoriza d'après une histoire d'Antonio Monsell
- Photographie : Domingo Carrillo
- Cadreur : Enrique Wallace
- Montage : Jorge Bustos
- Musique : Gonzalo Curiel (es)
- Direction artistique : Manuel Fontanals
- Décors :
- Costumes :
- Son :
- Producteur exécutif : Raúl Gutiérrez E.
- Directeur de production : Armando Espinosa
- Société de production : Clasa Films Mundiales
- Société(s) de distribution :
- Pays d'origine :  Mexique
- Langue de tournage : Espagnol
- Format : Noir et blanc — 35 mm — 1,37:1 — Son : Mono
- Genre : Film dramatique, Film noir
- Durée : 97 minutes (1 h 37)
- Dates de sortie :
  -  Mexique : 5 février 1947

## Distribution
- Roberto Silva : Luis González
- Alicia Barrié : Gloria Mirardel
- Inés Edmonson (es) : Mme del Valle
- Consuelo Guerrero de Luna (es) : Úrsula
- Agustín Isunza (es) : Simplicio Bonilla
- Beatriz Alatorre : Tita
- Rafael Alcayde (es) : Carlos del Valle
- José Morcillo : Don Alfonso Tapia
- Margot Guilford : Margaret Pinkerton
- Eduardo Casado : Capitán
- Francisco Reiguera (es) : un agent de police
- Julián de Meriche (es) : Jorge Valentino
- Carmelita González : une fille de Tapia
- Eva Calvo : une fille de Tapia
- Roberto Corell (es) : le passager de troisième classe
- Rudy del Moral : Roberto
- Andrés Soler : Javier González